# Silent Hunter III
Silent Hunter III (англ. Бесшумный охотник III) — компьютерная игра, реалистичный симулятор немецкой подводной лодки времен Второй мировой войны от французского издателя Ubisoft. Разработка студии Ubisoft Romania (Румыния, Бухарест).

## Игровой процесс
Под командование игроку дается немецкая подводная лодка времен Второй мировой войны.
В игру включены 5 тренировочных миссий, динамическая кампания и одиночные (разовые) миссии. Из главного меню доступна трехмерная энциклопедия судов и авиации того периода для различных стран.
Цели одиночных и тренировочных миссий разъясняются перед их запуском.
Перед каждой миссией игроку предоставляется возможность выбрать уровень реализма геймплея: уязвимость судов и кораблей противника, своей подлодки, бракованные торпеды, стабилизацию перископа и пр.
В динамичной кампании игроку предлагается роль командира подводной лодки на протяжении череды боевых походов с широкой самостоятельностью. Для каждого похода назначается лишь квадрат патрулирования. Игрок может сам выбирать каким путём следовать, на какой субмарине, выбирать цели для атаки, принимать бой или уходить от него.

## Мультиплеер
Помимо выполнения одиночной кампании присутствует сетевой режим, где можно принять участие в командной игре. Играть можно по локальной сети или через интернет. В последнем случае каждому участнику требуется пройти специальную регистрацию на сайте ubi.com, чтобы в будущем иметь возможность создавать игру или присоединяться уже к готовой. Во время сетевого режима могут принимать участие до 5 человек.

## Экипаж, управление экипажем
Частью игрового процесса Silent Hunter III является управление экипажем. Каждый в команде субмарины имеет своё имя и фамилию, внешность, воинское звание, может продвигаться по службе и получать награды (по желанию игрока, при наличии свободных листов о присвоении очередного воинского звания и свободных наград).
В динамичной кампании после каждого боевого похода могут быть доступны листы повышений в звании, награды и обучение воинской специальности (последнее доступно после каждого похода, но только для одного офицера или старшины).
Для офицеров и старшинского состава предусмотрены воинские специальности — штурман (рулевой), наблюдатель (вахтеный), торпедист, артиллерист, зенитчик, ремонтник, машинист, медик. Нахождение на посту специалистов значительно увеличивает индикатор эффективности отсека. Офицеры могут иметь от 1 до 3-х воинских специальностей. Старшины — только одну воинскую специальность (или отсутствие иной). Обучить специальности матроса нельзя.
Награды подводникам экипажа (список) — нагрудный знак за ранение, U-boat Front Clasp, нагрудный знак подводника, Железный крест 2-го класса, Железный крест 1-го класса, Немецкий крест, Рыцарский крест Железного креста.
Воинские звания:
- Матросы — Матрос-Ефрейтор (Matrosen-Gefreiter, Seaman), Матрос-Оберефрейтор (Matrosen-Obergefreiter, Able Seaman), Матрос-Хауптефрейтор (4,5 года службы, Matrosen-Hauptgefreiter, Veteran Seaman);
- Старшины — Warrant Officer (Bootsmann), Senior Warrant Officer (Stabsbootsmann), Chief Warrant Officer (Stabsoberbootsmann);
- Офицеры — Оберфенрих (выпускник офицерского училища, исполняющий офицерские обязанности в ожидании присвоения офицерского звания), Лейтенант, Оберлейтенант.

## Отзывы
| Сводный рейтинг | Сводный рейтинг |
| Агрегатор       | Оценка          |
| --------------- | --------------- |
| GameRankings    | 88,65 %         |